# Cornelia Hagele
Cornelia Elisabeth Hagele (* 14. Jänner 1975 in Innsbruck) ist eine österreichische Politikerin der Österreichischen Volkspartei (ÖVP). Von 2018 bis 2022 war sie Abgeordnete zum Tiroler Landtag, seit dem 25. Oktober 2022 ist sie Landesrätin in der Landesregierung Mattle.

## Leben

### Ausbildung und Beruf
Cornelia Hagele besuchte nach der Pflichtschule die HBLA Ferrarischule (Höhere Bundeslehranstalt) in Innsbruck, wo sie 1994 maturierte. Anschließend begann sie ein Studium der Rechtswissenschaften und der Betriebswirtschaftslehre an der Universität Innsbruck, das Studium schloss sie 2000 mit einer Diplomarbeit zum Thema Fusionen und Spaltungen innerhalb des Umgründungssteuergesetzes aus betriebswirtschaftlicher, rechtswissenschaftlicher und steuerlicher Sicht als Magistra ab. 2002 promovierte sie zur Doktorin der Rechtswissenschaften (Dr.in iur.) mit einer Dissertation über Verfahrensfehler als Grundrechtsverletzung: Erfolgsaussichten von Grundrechtsbeschwerden an den OGH. 1998 absolvierte sie ein Auslandssemester an der University of New South Wales.
Nach dem Studium war sie von 2002 bis 2008 für die Hofer KG tätig, unter anderem als Prokuristin, stellvertretende Geschäftsführerin und Country Coordinator. Seit 2008 ist sie Kanzleimanagerin der Rechtsanwaltskanzlei Hagele. Seit 2016 ist sie zudem Geschäftsführerin der Marktgemeinde Telfs Immobilien GmbH.

### Politik
Cornelia Hagele saß ab 2010 für die ÖVP-nahe Bürgerliste Wir für Telfs im Gemeinderat von Telfs, wo sie von 2016 bis 2022 Vizebürgermeisterin war. Seit 2015 fungiert sie außerdem als Bezirksobfrau von Frau in der Wirtschaft des Wirtschaftsbundes im Bezirk Innsbruck-Land. Am 28. März 2018 wurde Hagele in der konstituierenden Landtagssitzung der XVII. Gesetzgebungsperiode als Abgeordnete zum Tiroler Landtag angelobt, wo sie dem Ausschuss für Land- und Forstwirtschaft, Umwelt und Nachhaltigkeit, dem Ausschuss für Wirtschaft, Tourismus, Energie und Technologie und dem Ausschuss für Wohnen und Verkehr angehört.
Beim Landestag der Frauen in der Tiroler Volkspartei im Jänner 2019 wurde sie zur stellvertretenden Landesleiterin gewählt. Im April 2019 folgte sie Anneliese Junker als Bezirksobfrau des Wirtschaftsbundes Innsbruck-Land nach.
In der Landesregierung Mattle ist sie seit dem 25. Oktober 2022 als Landesrätin für die Bereiche Gesundheit, Pflege, Bildung sowie Wissenschaft und Forschung zuständig. Als Vizebürgermeister in Telfs folgte ihr Anfang November 2022 Klaus Schuchter nach. Im Oktober 2023 wurde sie als Nachfolgerin von Johannes Tratter zur ÖVP-Bezirksparteiobfrau von Innsbruck-Land gewählt.